# Washington Irving

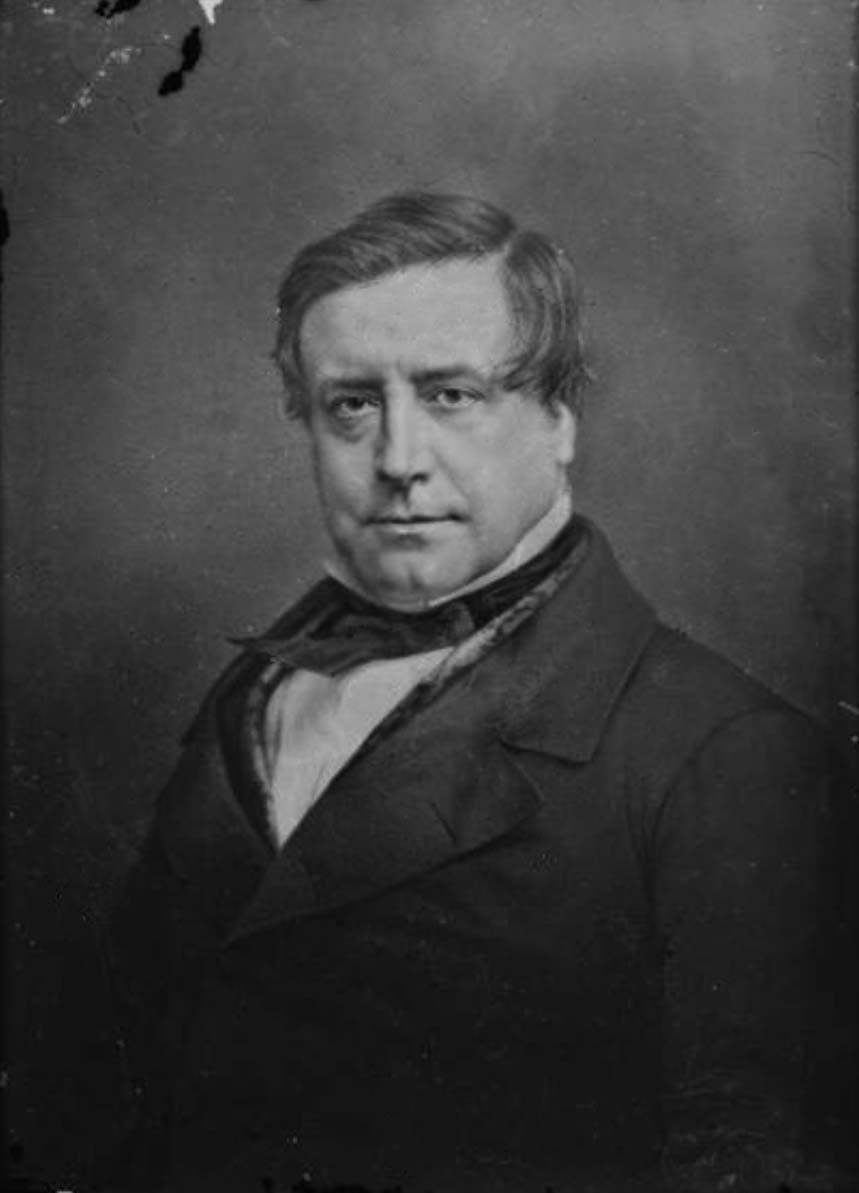
Washington Irving (etwa 1860/65), Library of Congress

Washington Irving (* 3. April 1783 in New York; † 28. November 1859 in Sunnyside, Tarrytown) war ein amerikanischer Schriftsteller.
Mit an englischen Stilvorbildern geschulten Satiren über die Gesellschaft und Geschichte der Stadt New York wurde er im ersten Jahrzehnt des 19. Jahrhunderts zunächst in seiner Heimat bekannt. Mit seinem Skizzenbuch (1819–20) wandte er sich zunehmend Einflüssen der europäischen Romantik zu und wurde so der erste auch in Europa erfolgreiche amerikanische Schriftsteller. Mit den in diesem Band enthaltenen Erzählungen Rip Van Winkle und The Legend of Sleepy Hollow (dt. Die Sage von der schläfrigen Schlucht) begründete Irving die Gattung der Kurzgeschichte.
In späteren Jahren verfasste Irving vor allem Biografien, unter anderem über Christoph Kolumbus und George Washington.

## Leben

### Herkunft und Jugend
Irvings Eltern waren der schottische Auswanderer William Irving und seine englische Frau Sarah (geb. Sanders). 1763 waren sie nach New York ausgewandert und hatten es mit einem Handelsunternehmen zu einem bescheidenen Wohlstand gebracht. Sie hatten insgesamt elf Kinder, drei Töchter und acht Söhne; drei der Söhne starben jedoch als Säuglinge. Washington Irving wurde als jüngstes Kind der Familie in der ersten Aprilwoche 1783 geboren, als die Nachricht vom Waffenstillstand im Amerikanischen Unabhängigkeitskrieg New York erreichte, und so wurde er zu Ehren von George Washington, dem Kommandeur der siegreichen Revolutionstruppen, auf den Namen Washington getauft. Als Sechsjähriger soll Irving seinen Namenspatron leibhaftig getroffen haben, als sein schottisches Kindermädchen George Washington, nunmehr Präsident der Vereinigten Staaten, in einem Laden auf dem Broadway ausmachte und ihm ihr Mündel mit den Worten vorstellte: “Please, Excellency, here’s a bairn that’s called after ye!” – Washington soll dem Kind daraufhin die Hand aufgelegt haben. Irving, dessen letztes Werk eine monumentale Washington-Biografie sein sollte, hat die Bedeutung dieser Episode für sein Leben – ob wahr oder nicht – später oft unterstrichen. Vom sechsten bis zum sechzehnten Lebensjahr ging er bei verschiedenen Privatlehrern zur Schule, war aber ein desinteressierter und schlechter Schüler.
Der Werdegang der fünf Irving-Brüder illustriert die Entstehung einer breiten bürgerlichen Mittelschicht in den amerikanischen Städten, aber auch den Bruch mit der Gedankenwelt der vorangegangenen Generation. Der Familienvater William Irving, Sr., war ein streng gläubiger Anhänger eines noch stark puritanisch geprägten Calvinismus und hoffte, dass zumindest einer seiner Söhne die Priesterlaufbahn einschlagen werde, doch waren diese durch und durch vom aufklärerischen Geist der Amerikanischen Revolution und jungen Republik geprägt und entfremdeten sich ihrem Vater in dieser Hinsicht zunehmend. William, Jr. und Ebenezer Irving wurden schließlich Geschäftsleute, Peter Irving wurde Arzt, John Irving Jurist. Auch Washington Irving als jüngster Sohn mochte dem Wunsch des Vaters nicht entsprechen und begann ab 1799 die Jurisprudenz zu studieren – in Ermangelung einer Rechtshochschule des Staates New York als Gehilfe in den Kanzleien verschiedener Rechtsanwälte und Richter.

### Anfänge als Schriftsteller, 1802–1815
In die ersten Studienjahre fallen auch die ersten Veröffentlichungen Washington Irvings. Sein Bruder Peter Irving mischte sich zunehmend in die politischen Grabenkämpfe zwischen der Föderalistischen und der Demokratisch-Republikanischen Partei ein, die die amerikanische Politik und somit besonders die damalige Hauptstadt New York zu dieser Zeit prägten. Er zählte in diesen Wirren zu den engsten Vertrauten des Vizepräsidenten Aaron Burr, Anführer einer dritten Fraktion. Als Sprachrohr seiner Politik gründete Burr 1802 eine eigene Zeitung, den Morning Chronicle, und setzte Peter Irving als Herausgeber ein. Dieser rekrutierte dann auch seinen jüngeren Bruder, um die Seiten des Blattes zu füllen. Unter dem Pseudonym Jonathan Oldstyle veröffentlichte Washington Irving so seine ersten Werke, in Theaterrezensionen verpackte Satiren auf das politische und kulturelle Treiben in den besseren Kreisen New Yorks. Oldstyle, porträtiert als konservativ-sentimentaler Hagestolz, ist das erste in einer langen Reihe von Pseudonymen und Personae, durch die Washington viele seiner Werke erzählt. Auf diese eher sanft satirischen Letters of Jonathan Oldstyle folgte 1804 eine Reihe von explizit politischen Schmähschriften auf die Gegner Burrs im Wahlkampf um das New Yorker Gouverneursamt. Sie erschienen im ebenfalls von Peter Irving geführten Magazin Corrector, doch ist eine Zuordnung von einzelnen Artikeln schwierig, da das Blatt sich in der sich zuspitzenden politischen Krise darauf verlegt hatte, seine Polemiken anonym zu veröffentlichen.
1804 unterbrach er das Studium aus gesundheitlichen Gründen und schiffte sich zu einer Grand Tour nach Europa ein. Er bereiste Frankreich, Italien, die Schweiz und England, bevor er 1806 nach New York zurückkehrte.
Im November des Jahres wurde er, wohl vor allem dank der Nachsichtigkeit seiner Prüfer, schließlich als Anwalt zugelassen. Seinen ersten und einzigen Klienten ließ er jedoch bald im Stich und praktizierte danach nie wieder als Jurist. Stattdessen forcierte er nun seine Karriere als Schreiberling und gründete gemeinsam mit seinem Bruder William Irving und seinem Schwippschwager James Kirke Paulding die satirische Zeitschrift Salmagundi, von der bis 1808 insgesamt zwanzig Ausgaben erschienen. In ihren mit verschiedenen Pseudonymen gezeichneten Artikeln karikierten sie unbekümmert die politischen und gesellschaftlichen Eliten der Stadt. Zwar waren die Zielscheiben ihres Spotts mit Fantasienamen belegt – DeWitt Clinton etwa erscheint als „Linkum Fidelius“, Robert R. Livingston als „Christopher Cockloft“ – doch konnte das amüsierte New Yorker Publikum die Anspielungen ohne Mühe entschlüsseln. Irvings Autorschaft war ein offenes Geheimnis, so dass er sich schon in diesen Jahren ein Renommee als Satiriker erwerben konnte, das jedoch noch kaum über die Stadtgrenzen New Yorks hinauswirkte.
Im April 1809 starb unerwartet im Alter von siebzehn Jahren Matilda Hoffmann, an die Irving sein Herz verloren hatte. Diese unglückliche Liebe ist von Irvings Biografen besonders im 19. Jahrhundert oft in außerordentlich sentimentaler Weise geschildert worden; tatsächlich lassen Irvings Äußerungen dazu den Schluss zu, dass dieser Schicksalsschlag ihn schwer traf und sein Gemüt nachhaltig verfinsterte; er sollte bis zu seinem Lebensende Junggeselle bleiben. Zunächst suchte er jedoch Trost in der Schriftstellerei und veröffentlichte nur wenige Monate nach Hoffmans Tod unter dem Alias „Diedrich Knickerbocker“ seine History of New York. Mit Rückgriff auf eine Vielzahl historischer und literarischer Quellen nahm Irving hierin vordergründig die Geschichte der Kolonie Nieuw Nederland und ihrer Gouverneure aufs Korn; auf einer zweiten Ebene ist das Werk eine beißende Satire auf die zeitgenössische amerikanische Politik, insbesondere auf die Person des amtierenden Präsidenten Thomas Jefferson. Mit dem enormen Erfolg des Werks wurde Irving nun unangefochten zum herausragenden Literaten New Yorks, wenn nicht sogar der USA; auch in England erfuhr das Buch einige Beachtung. Es sicherte auch sein Auskommen, bereits nach einem Jahr beliefen sich die Verkaufserlöse auf $2000.
Angesichts dieses Erfolgs schien es seinen älteren Brüdern angebracht, sein Talent zu fördern – sie machten ihn 1810 zu einem Teilhaber im Familienunternehmen mit wenigen, zumeist repräsentativen Pflichten, auf dass er in seiner Muße weitere Meisterwerke hervorbringe. Allerdings blieb es beim frommen Wunsch, denn seine literarische Produktion kam – ob aus bloßer Trägheit oder wegen einer Schreibhemmung – in den nächsten Jahren fast zum Erliegen. Gegen Ende 1812 nahm er zwar an, als ihm die Herausgeberschaft des Analectic Magazine angetragen wurde, doch schrieb er in den zwei Jahren in dieser Funktion nur wenige, teils arg sentimentale oder getragene Essays, die kaum die Chuzpe seines satirischen Frühwerks erahnen lassen.

### Jahre in Europa, 1815–1832

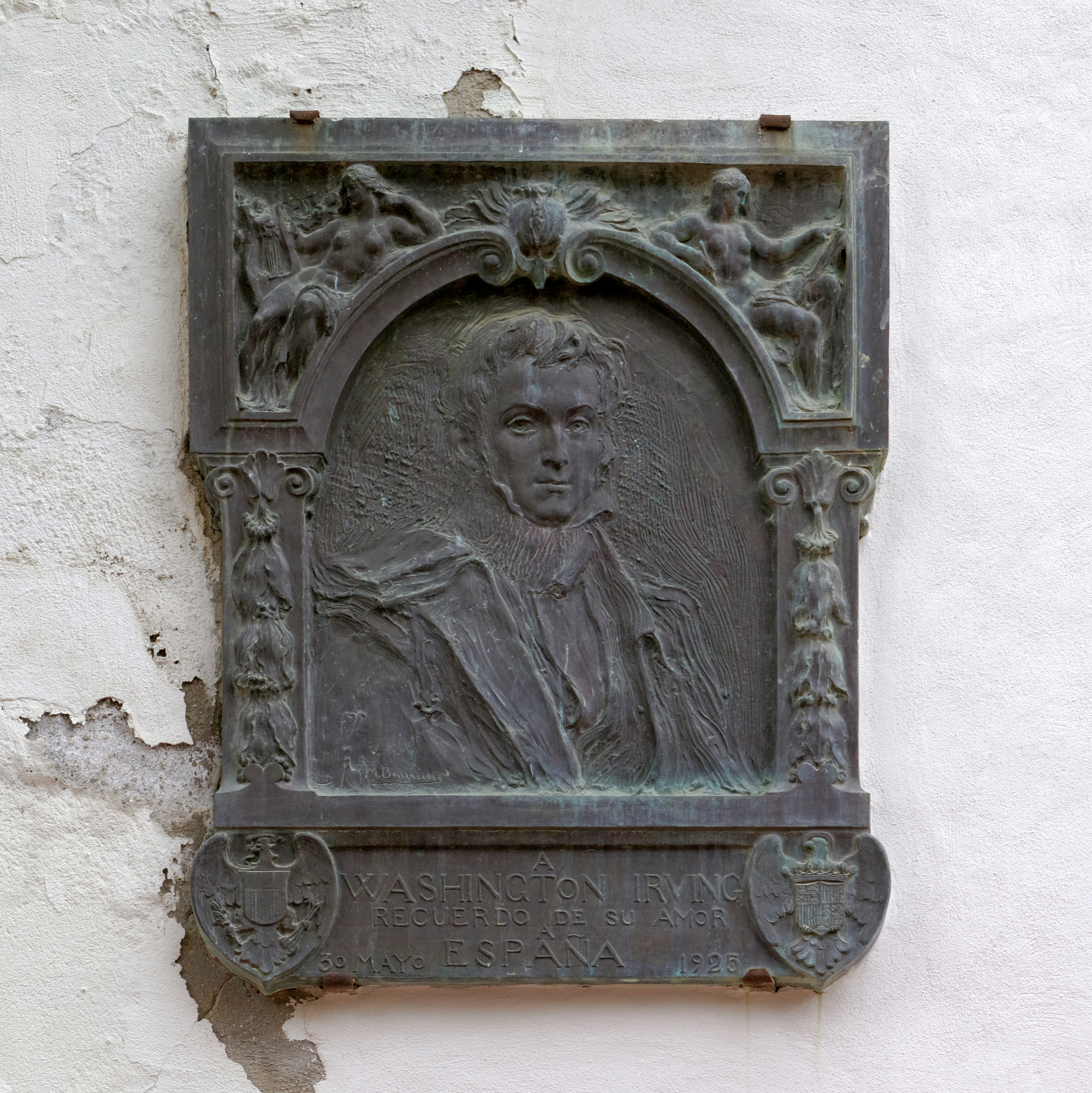
Gedenktafel für Washington Irving in Sevilla.

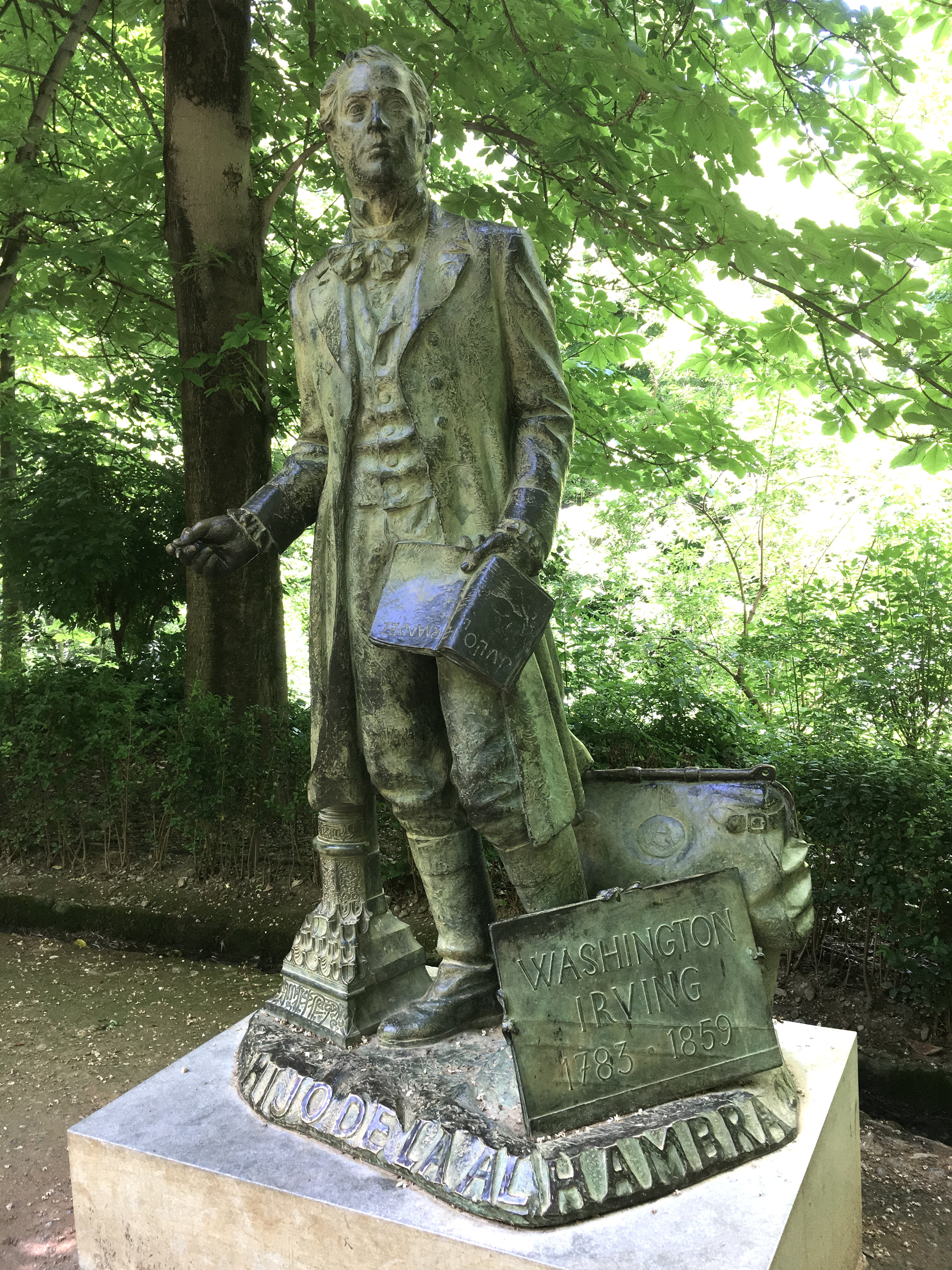
Denkmal für Washington Irving in der Alhambra (Granada)

Im Mai 1815 schiffte er sich nach England ein, um seinen Bruder Peter bei der Leitung der englischen Niederlassung des Irvingschen Familienunternehmens zu unterstützen; erst 1832 sollte er wieder nach Amerika zurückkehren. Die ersten Jahre in England waren für Irving eine bedrückende Erfahrung – drei Jahre versuchte er vergebens, die Finanzen des Unternehmens zu konsolidieren, bis es schließlich 1818 bankrottging. Irving sah sich mittellos in einem fremden Land. Zwar wurden ihm mehrere Regierungsposten angeboten, doch entschloss er sich, das Schreiben zum Beruf zu machen und seinen Lebensunterhalt mit Literatur zu verdienen – dies war zuvor keinem amerikanischen Schriftsteller gelungen; zuletzt war Charles Brockden Brown beim Versuch gescheitert. Angeregt durch das Beispiel Walter Scotts, den Irving 1817 auf seinem Landsitz in Abbotsford in Schottland besuchte und mit dem ihn seither eine enge Freundschaft verband, begann er mit dem Verfassen seines „Skizzenbuchs,“ das 1819/20 zunächst in sieben Einzelheften in Amerika, 1820 dann in Buchform auch in England erschien. Beiderseits des Atlantiks wurde es zu einem großen Verkaufserfolg, wurde bald in mehrere Sprachen übersetzt und machte Irving zum ersten international beachteten amerikanischen Schriftsteller. Die bekannteste Kurzgeschichte des Skizzenbuchs ist wohl Rip Van Winkle. Sie erzählt vom holländischen Siedler Rip Van Winkle, der auf der Flucht vor seiner herrschsüchtigen Frau in den Catskill-Bergen New Yorks durch einen Zaubertrank einschläft und erst nach zwanzig Jahren wieder aufwacht. Als er in sein Dorf zurückkehrt, muss er feststellen, dass seine Frau und die meisten seiner Kumpanen gestorben sind; zudem hat Rip die amerikanische Unabhängigkeit verschlafen. Die Geschichte beruht auf einer in mehreren Variationen überlieferten deutschen Sage. Auch die Kurzgeschichte Die Legende von Sleepy Hollow ist im Grunde ein Plagiat; sie ist Gottfried August Bürgers Lenore und einem von Johann Karl August Musäus gesammelten Märchen nachempfunden. In vielen anderen Skizzen findet sich ein romantisiertes, fast verkitschtes Europabild. In Irvings Ton schwingt dabei eine gewisse Nostalgie mit, denn er ist sich bewusst, dass dieses „alte“ Europa im Verschwinden begriffen ist. Ähnlich verhält es sich mit dem Essay Traits of Indian Character, in dem Irving die Indianer Nordamerikas in der Tradition Rousseaus und vieler anderer unterschiedslos als „edle Wilde“ beschreibt. Immerhin war Irving einer der ersten Schriftsteller, die die Verfolgung der Indianer durch die Weißen scharf verurteilten.
1822 erschien der Nachfolger Bracebridge Hall, eine Sammlung von Kurzgeschichten und eine Fortsetzung zu seinem Skizzenbuch, 1824 dann Tales of a Traveller, die sich ebenfalls meist mit europäischen Motiven beschäftigten. Irving beschäftigte sich in den folgenden Jahren eingehend mit der spanischen Geschichte. In der Kurzgeschichte Adventures of the Black Fisherman widmet sich Irving nach seiner Geschichte The Storm-Ship aus seinem Werk Bracebridge Hall zum zweiten Mal dem Thema des Fliegenden Holländers, dieses Mal jedoch in Form der Davy-Jones-Abwandlung.
Im Mai und Juni 1827 wanderte er mit dem russischen Gesandtschaftssekretär Dmitri Dolgorukow von Sevilla nach Granada und besuchte die Alhambra.
Seine 1828 erschienene, teils fiktive Kolumbus-Biografie begründete den bis heute weit verbreiteten Glauben, mittelalterliche Gelehrte hätten sich die Erde nicht als Kugel, sondern als flache Scheibe vorgestellt, und Kolumbus habe mit seiner Fahrt nach Westen das Gegenteil beweisen wollen. 1829 veröffentlichte Irving A Chronicle of the Conquest of Granada, und nach seinem Besuch auf der Alhambra von Granada 1829 die Kurzgeschichtensammlung Tales of the Alhambra. In diesen Werken verurteilte er die Barbarei der christlichen Reconquista gegenüber der Hochkultur der Mauren.

### Rückkehr nach New York
1832 kehrte er nach siebzehn Jahren wieder nach New York zurück und wurde dort wie ein Held empfangen: im New Yorker City Hotel wurde ein Dinner für ihn veranstaltet, zahlreiche Ehrenträger hielten Ansprachen auf sein Wohl. Kaum angekommen, machte sich Irving auf, um den Bundesbeauftragten für Indianerfragen, James Ellsworth, auf einer Reise durch den amerikanischen Westen zu begleiten. Die Erschließung der Frontier und der Pelzhandel wurden die beherrschende Themen seiner folgenden Werke: die Eindrücke seiner Reise veröffentlichte er als A Tour of the Prairies („Reise durch die Prärien“) in The Crayon Miscellany (1835) fest. 1836 veröffentlichte er Astoria (1836), eine Auftragsarbeit für den Magnaten John Jacob Astor über die Geschichte des von seiner Pacific Fur Company gegründeten und nach ihm benannten Handelsposten Astoria. Über Astor traf Irving auch den Abenteurer Benjamin Bonneville, über den er 1837 sein drittes Buch über dem amerikanischen Westen veröffentlichte: The Adventures of Captain Bonneville (1837). Dass Irving nach seiner Rückkehr aus Europa vor allem amerikanische Themen behandelte, ist sicherlich auch eine Folge der scharfen Kritik, der er sich seitens vieler amerikanischer Schriftsteller ausgesetzt sah. Insbesondere James Fenimore Cooper und Philip Freneau (To a New England Poet, 1832) warfen Irving vor, dass er sich seiner Heimat entfremdet habe und sich den höfischen Zirkeln angebiedert habe.

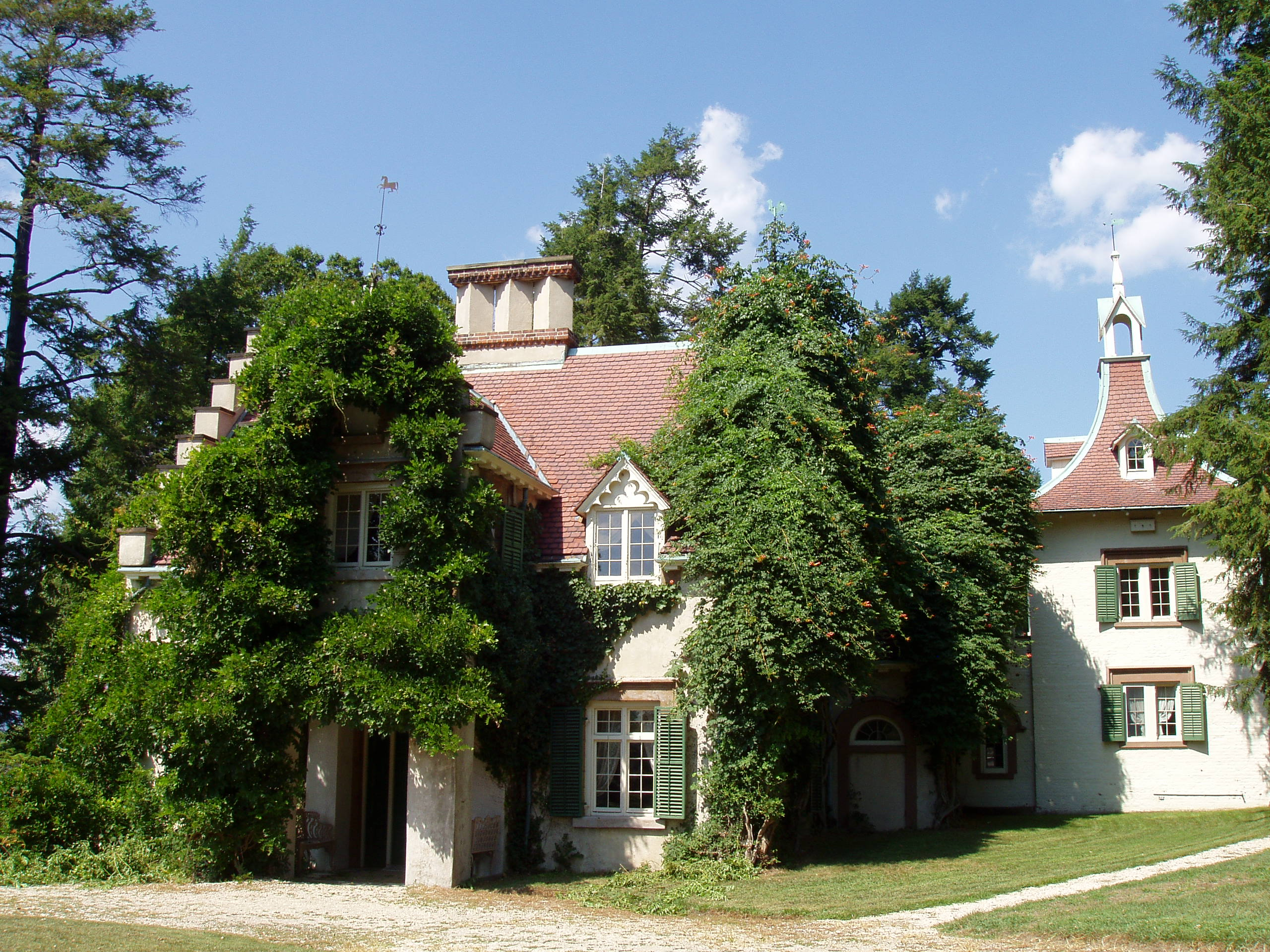
Irvings Landsitz Sunnyside in Tarrytown

1835 erwarb er das Anwesen Sunnyside in Tarrytown bei New York, nahe dem Schauplatz seiner bekanntesten Geschichten, und ließ es erheblich ausbauen; das vier Hektar große Grundstück wurde zu einem romantischen Landschaftsgarten umgestaltet.
Die National Academy of Design wählte Washington Irving 1841 zum Ehrenmitglied. 1842 wurde er zum Botschafter der Vereinigten Staaten in Spanien ernannt; 1846 kehrte er endgültig in die USA zurück. 1829 wurde er in die American Philosophical Society und 1855 in die American Academy of Arts and Sciences gewählt. Er verfasste Biographien über Oliver Goldsmith, Mohammed sowie 1855–59 ein fünfbändiges Werk über seinen Namenspatron George Washington. Bereits zu seinen Lebzeiten erschien eine fünfzehnbändige Werkausgabe (1848–51).

## Rezeption

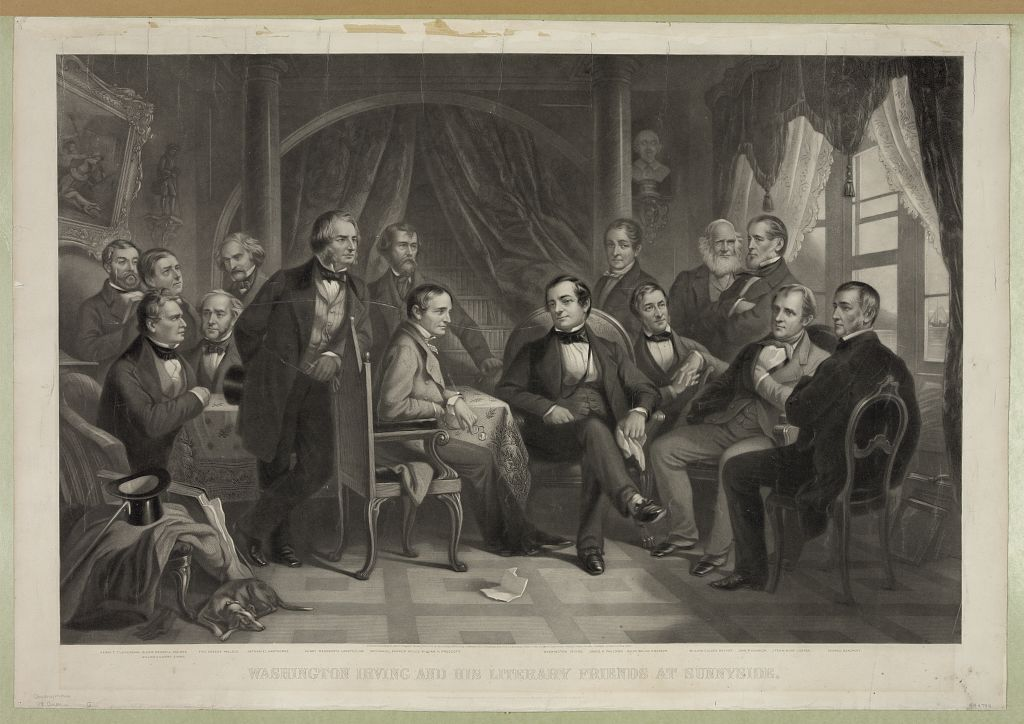
Washington Irving und seine literarischen Freunde – dieser Stich aus dem Jahr 1864 zeigt ein Treffen der zeitgenössischen großen Literaten der Vereinigten Staaten in Washington Irvings Bibliothek. Die Darstellung Irvings als Gastgeber und Mittelpunkt dieses nie stattgefundenen Gipfeltreffens der amerikanischen Literatur unterstreicht den hohen Stellenwert, den er im 19. Jahrhundert hatte.
Von links nach rechts sind abgebildet: Henry Theodore Tuckerman, Oliver Wendell Holmes, Sr., William Gilmore Simms, Fitz-Greene Halleck, Nathaniel Hawthorne, Henry Wadsworth Longfellow, Nathaniel Parker Willis, William Hickling Prescott, Washington Irving, James Kirke Paulding, Ralph Waldo Emerson, William Cullen Bryant, John Pendleton Kennedy, James Fenimore Cooper, George Bancroft.

Zwar ist Washington Irving in der Gunst der Literaturkritiker seit dem 20. Jahrhundert nicht mehr allzu gut gelitten, doch war er zu Lebzeiten neben James Fenimore Cooper der auch international meistgelesene amerikanische Schriftsteller. Er war der erste, dem es gelang, von seinen Büchern zu leben – Charles Brockden Brown war noch um 1800 bei dem Versuch gescheitert, das Schreiben zum Beruf zu machen.
Besondere Bedeutung hat Irving für die Entwicklung der Kurzgeschichte: Obgleich es fiktionale Kurzprosa auch vor Irving gab und eine Definition der Short story – unterschieden etwa von der Anekdote, dem Märchen oder der Novelle – in der Literaturwissenschaft bis heute offen diskutiert wird, gilt Irving gemeinhin als „Erfinder“ der Kurzgeschichte (short story), einer Gattung, die anders als in der deutschen oder englischen besonders in der amerikanischen Literatur große Geltung erlangt hat. „Short story“ wurde sie erst später genannt; Irving selbst bezeichnete seine Kurzprosastücke als „sketches & short tales“. Zwar veröffentlichte Irving schon 1807 in The Little Man in Black (in der Zeitschrift Salmagundi) eine Prosaerzählung, doch gelten gemeinhin drei Stücke aus dem Skizzenbuch, namentlich Rip Van Winkle, Die Legende von Sleepy Hollow und das heute kaum noch gelesene Stück The Spectre Bridegroom, als erste Kurzgeschichten der amerikanischen Literatur.
Sowohl Rip Van Winkle als auch Die Legende von Sleepy Hollow gingen in die amerikanische Folklore und Populärkultur ein und sind ein bis heute vielen Amerikanern vertrauter und entsprechend oft parodierter Stoff. Besonderen Einfluss hatten auch die fünf weihnachtlichen Skizzen des Sketch Book – sie trugen maßgeblich zur Aufwertung des Weihnachtsfests und der Wiederbelebung weihnachtlicher Bräuche bei. Charles Dickens hat den Einfluss dieser Weihnachtsskizzen auf sein A Christmas Carol (1843) ausdrücklich gewürdigt. Weiterhin prägte Irving zwei bis heute geläufige Spitznamen für New York und seine Bewohner: Gotham, erstmals 1807 verwendet, ging als Bezeichnung für New York im 19. Jahrhundert in den allgemeinen Sprachgebrauch ein. Im 20. Jahrhundert entstand daraus Gotham City (kurz Gotham) als Name einer fiktiven Metropole, die vor allem durch die Batman-Comics bekannt wurde. Veraltet ist hingegen die Bezeichnung der New Yorker als Knickerbocker, angelehnt an den Namen von Irvings Alter Ego in der Geschichte New Yorks und Rip Van Winkle; eine Reminiszenz findet sich im Namen der traditionsreichen Basketballmannschaft New York Knicks.
Auch in der europäischen, insbesondere der deutschen und russischen Literatur des 19. Jahrhunderts lässt sich der Einfluss Irvings nachweisen, während er als nicht ausreichend originell erschien, um Nachahmer in der englischen Literatur zu finden. Zu bemerken ist hier insbesondere Irvings Einfluss auf Alexander Puschkin, dessen berühmtes Märchen vom goldenen Hahn an die Sage von dem arabischen Astrologen aus Irvings Alhambra angelehnt ist, wie Anna Achmatowa 1933 ausführte. Seit den 1920er Jahren wurde in Sowjetrussland wie in den Vereinigten Staaten in verschiedenen Arbeiten dargelegt, dass die Erzählposition und das Sujet der Erzählungen Belkins und des Fragments Die Geschichte des Dorfes Gorjuchino aus der Feder Puschkin in vielerlei Hinsicht Irvings Geschichte der Stadt New York nachempfunden sind, doch wurde diese Erkenntnis seit den 1940er Jahren in der Sowjetunion mit der Eskalation des Kalten Krieges und der wachsenden Feindseligkeit gegenüber den USA gezielt verdrängt. In jüngerer Zeit ist die These aufgestellt worden, dass der Plot von Puschkins Der eherne Reiter Irvings Sage von der schläfrigen Schlucht entnommen sei.
Die Geschichten Rip Van Winkle und Die Legende von Sleepy Hollow sind mehrfach verfilmt worden, Rip Van Winkle wurde bereits 1896 in acht Kurzfilmen von William K. L. Dickson mit Joseph Jefferson in der Hauptrolle verfilmt, letztere unter anderem 1949 als Segment des Walt-Disney-Zeichentrickfilms Die Abenteuer von Ichabod und Taddäus Kröte (The Adventures of Ichabod and Mr. Toad) und 1999 von Tim Burton unter dem Titel Sleepy Hollow. Auf der Geschichte des Rip Van Winkle beruht wohl auch das Science-Fiction-Epos Buck Rogers.

## Werke
- Letters of Jonathan Oldstyle, Gent. (1802)
- Salmagundi (1807, mit William Irving und J.K. Paulding)
- A History of New York, by Diedrich Knickerbocker (1809, dt. Diedrich Knickerbockers humoristische Geschichte der Stadt New York)
- The Sketch Book of Geoffrey Crayon, Gent (1819–20, dt. Das Skizzenbuch)
- Bracebridge Hall (1822)
- Tales of a Traveller (1824, dt. Erzählungen eines Reisenden)
- A History of the Life and Voyages of Christopher Columbus. 4 Bde., Baudry, at the Foreign Library, Paris 1828. Auf Deutsch:

Die Geschichte des Lebens und der Reisen Christoph Columbus. 3 Bde.,  Johann David Sauerländer, Frankfurt 1828.
Gekürzte Fassung: Leben und Reisen des Christoph Kolumus. Hrsg. und gekürzt, Gerhard Gümmer, VEB Hinstorff, Rostock 1984.
- The Chronicle of the Conquest of Granada (1829)
- Tales of the Alhambra (1829, dt. Die Alhambra)
- The Companions of Columbus (1831, dt. Reisen der Gefährten des Columbus)
- A Tour on the Prairies (1835, dt. Reise durch die Prärien)
- Abbotsford and Newstead Abbey (1835, Bericht über seine Reisen nach Abbotsford und Newstead Abbey)
- The Crayon Miscellany (3 Bd., 1835) (Zusammenstellung der drei Werke: Abbotsford and Newstead Abbey, A Tour on the Prairies und Legends of the Conquest of Spain)
- Legends of the Conquest of Spain (1836, dt. Erzählungen von der Eroberung Spaniens)
- Astoria (1836, dt. Astoria)
- The Adventures of Captain Bonneville (1837, dt. Capitän Bonneville)
- The Life of Oliver Goldsmith (1840, Oliver Goldsmith. Eine Lebensbeschreibung)
- Biography and Poetical Remains of the Late Margaret Miller Davidson (1841)

Übersetzung: Biographie der jungen amerikanischen Dichterin Margarethe M. Davidson (1843)
- Mahomet and His Successors (1849, dt. Das Leben Mohammed’s) E-Text (dt.) gutzitiert.de
- Wolferts Roost (1855, dt. Wolferts Rust)
- The Life of George Washington (5 Bd., 1855–59, dt. Lebensgeschichte Georg Washington’s)